# Smaïl Lakhdari
Smaïl Lakhdari, né le 1er février 1897 à Beni-Fesh et mort le 8 août 1965 à Rennes, est un homme politique français.

## Mandats
- Député de Constantine (1945-1946)[1].